# Мохнаткін Сергій Євгенович
Сергій Євгенович Мохнаткін (6 березня 1954, Іжевськ — 28 травня 2020 року) — російський правозахисник, журналіст.
31 грудня 2009 року Мохнаткін був арештований під час участі у протестній акції «Стратегія-31» на 
Триумфальній площі  у Москві (його звинуватили у побитті сержанта міліції) і був засуджений на 2 роки 6 місяців ув'язнення  у колонії спільного режиму. Перебуваючи у колонії, Мохнаткін неодноразово захищав свої права і права інших в'язнів, за що неодноразово був неправомірно покараний . Російська правозахисна спільнота визнала його політичним в'язнем.
21 квітня 2012 року Мохнаткіна було помилувано без визнання вини указом президента РФ Дмитра Медведєва. Після помилування  продовжив правозахисну діяльність та участь у акціях протесту. 
У грудні 2014 року знову був засуджений за звинуваченням у застосуванні насильства до представника влади. У 2016 році він також був засуджений за звинуваченням в образі представника влади, а в 2017 році - за звинуваченням у дезорганізації роботи колонії. У колонії Мохнаткін отримав травму хребта через побиття охоронцями.
У грудні 2018 року вийшов на свободу, але в кінці 2019 року через наслідки травми хребта втратив здатність ходити, був госпіталізований і прооперований. Наступні кілька місяців провів в лікарні. 28 травня 2020 року він помер через ускладнення після операції.
У жовтні 2021 було призначено посмертну психолого-психіатричну експертизу експертизу. Клопотання адвокатів про відміну такого приниження було скасоване.